# Dirk
Il dirk è un lungo pugnale di origine scozzese con la lama a un filo. Diffuso anche come arma per i civili, divenne nei secoli l'arma personale degli ufficiali di marina di varie nazioni, sebbene fosse utilizzato anche dagli ufficiali dell'esercito, era infatti l'arma da lato degli ufficiali dei reggimenti di Highlander Scozzesi.

## Etimologia
Il termine è stato coniato nel XVI secolo in Scozia, e si ritrova scritto anche in altre forme come dork o durk a partire dal secolo successivo, che probabilmente è di derivazione danese, olandese, svedese, tedesca o slava. L'esatta etimologia della parola non è chiara; il cambiamento fonetico da -lk a - rk è piuttosto comune quando gli scozzesi o gli inglesi del nord prendono in prestito vocaboli dal danese (ad esempio kirk, chiesa, che deriva dal danese kilche).
Il termine è stato anche usato per indicare genericamente un "pugnale", soprattutto in riferimento ai pugnali preistorici come l'Oxborough dirk.

## Naval dirk

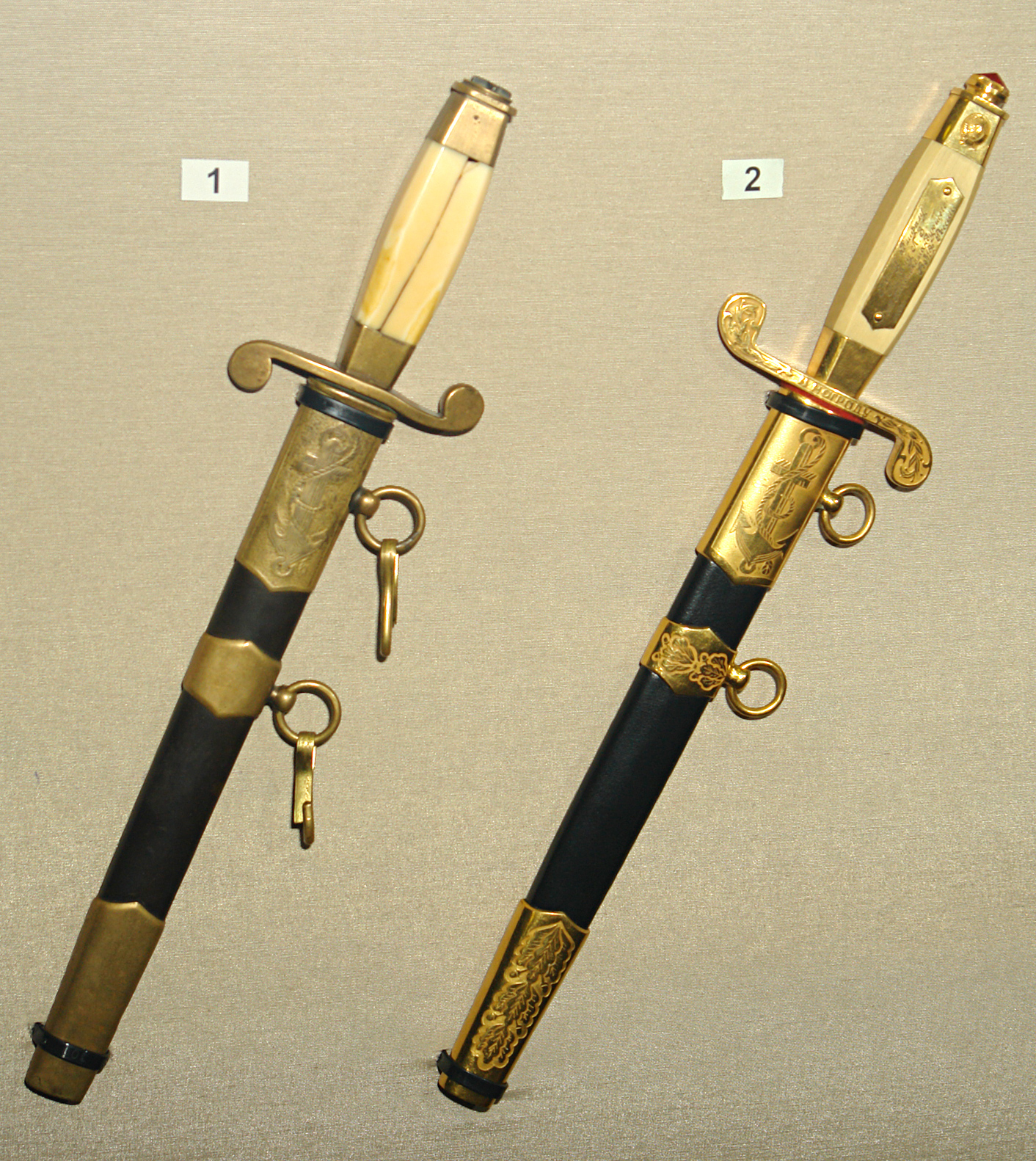
Due naval dirk della marina russa

Il naval dirk è un'arma da affondo, originariamente usata come arma da bordo e come un funzionale pugnale da combattimento. Veniva indossato dai cadetti e dagli ufficiali durante i giorni di navigazione, e nel tempo è diventato un'arma di rappresentanza e un segno distintivo del loro rango. Nella marina britannica, la naval dirk è ancora oggi parte dell'equipaggiamento dei giovani ufficiali, e in questi ultimi 500 anni non ha subito che lievi cambiamenti.
Il naval dirk faceva parte dell'uniforme degli ufficiali della marina militare e di quella civile sia dell'Impero russo che della marina sovietica e in russo veniva chiamato кортик. Più tardi, divenne parte dell'uniforme di altri ufficiali di marina tra cui quella francese, finlandese, argentina, messicana, giapponese.

## Highland dirk

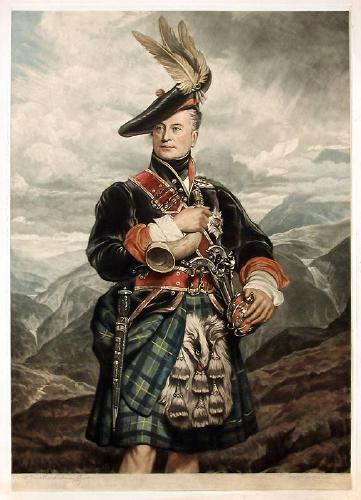
Dipinto che ritrae il duca George Gordon in abito da highlander. Appeso alla cintura è raffigurato un dirk scozzese.

Il dirk scozzese (detto anche highland dirk, in gaelico scozzese, biodag) è arma da fianco tradizionale e cerimoniale degli ufficiali dei reggimenti di Highland scozzesi ed forse derivato dal ballock del XVI secolo.
Il tradizionale dirk scozzese si diffuse in particolare nella seconda metà del XVII secolo, quando divenne un'arma molto diffusa tra i militari durante l'insurrezione giacobita, come ci riporta ad esempio il maggior generale James Stewart nel 1780 che descrivendo l'equipaggiamento del "78° Fraser Highlanders" dice che è composto da: «moschetto e spada, a cui molti soldati aggiungono il dirk a proprie spese».
Dal XIX secolo il dirk scozzese divenne un'arma di rappresentanza. La forma dell'impugnatura spesso non è più quella storica cilindrica ma hanno la forma di un cardo, simbolo della Scozia, e sono in legno di rovere o d'ebano. Foderi e impugnature sono spesso molto decorati con inserti in argento e con i pomoli con pietre (solitamente semi-preziose) incastonate. Quando indossato, il dirk di solito pende da una cinghia di cuoio, chiamata "frog" (cioè rana) che è attaccata ad una larga cintura di pelle con una grossa fibbia, solitamente decorata, che viene indossata intorno alla vita con il kilt.
Molti dirk scozzesi posseggono sul lato esterno del fodero due piccoli foderi in cui si inseriscono un piccolo coltello e una forchetta,